# Benicio Acosta
Benicio José Acosta (Rosario, Argentina; 9 de octubre de 1927) es un exfutbolista y director técnico argentino. Jugaba como mediocampista central y su primer equipo fue Tigre. Su último club antes de retirarse fue Chacarita Juniors.
Ya en su carrera como director técnico, empezó rápidamente, su debut dirigiendo fue con Club Atlético Banfield en el año 1960, donde duró dos años y logró el ascenso al equipo argentino. Con el Club Atlético Lanús, tendría un excelso rendimiento y lograría ganar nuevamente el título de Segunda División en 1971. Además de ser parte de diversos diversos clubes del ascenso argentino, dirigió equipos de Primera División como San Lorenzo y en el fútbol peruano.

## Clubes

### Como jugador
| Club              | País      | Año       |
| ----------------- | --------- | --------- |
| Tigre             | Argentina | 1947-1950 |
| Boca Juniors      | Argentina | 1951-1956 |
| Chacarita Juniors | Argentina | 1957-1959 |

### Como entrenador
| Club                     | País      | Año       |
| ------------------------ | --------- | --------- |
| Banfield                 | Argentina | 1960-1962 |
| Chacarita Juniors        | Argentina | 1963      |
| Banfield                 | Argentina | 1964      |
| Tigre                    | Argentina | 1965      |
| Nueva Chicago            | Argentina | 1966-1967 |
| Defensor Arica           | Perú      | 1967-1968 |
| Tigre                    | Argentina | 1969      |
| Colón de Santa Fe        | Argentina | 1970      |
| Lanús                    | Argentina | 1971-1972 |
| San Martín de Mendoza    | Argentina | 1973      |
| Argentinos Juniors       | Argentina | 1975      |
| San Lorenzo              | Argentina | 1976      |
| Defensor Lima            | Perú      | 1977      |
| Deportivo Junín          | Perú      | 1978      |
| Aldosivi                 | Argentina | 1978-1979 |
| Racing de Trelew         | Argentina | 1981-1982 |
| Gimnasia y Tiro de Salta | Argentina | 1985      |
| Deportivo Maipú          | Argentina | 1986      |

## Palmarés

### Como jugador
| Título          | Club         | País      | Año  |
| --------------- | ------------ | --------- | ---- |
| Torneo Nacional | Boca Juniors | Argentina | 1954 |

### Como entrenador
| Título           | Club     | País      | Año  |
| ---------------- | -------- | --------- | ---- |
| Segunda División | Banfield | Argentina | 1962 |
| Segunda División | Lanús    | Argentina | 1971 |